# Semana Santa en Cádiz
La Semana Santa de Cádiz representa la pasión, muerte y resurrección de Jesucristo con conjuntos escultóricos que procesionan sobre pasos por las calles de la ciudad. Esto están acompañados por penitentes (conocidos como nazarenos en otras localidades) y devotos. La salida procesional de una hermandad durante esta semana recibe el nombre de estación de penitencia. Existen procesiones similares en otras ciudades de Andalucía, España. 
Durante la Semana Santa, desde el Domingo de Ramos al Domingo de Resurrección realizan su Estación de Penitencia 30 hermandades oficialmente. Dos de ellas lo hacen en las jornadas de vísperas previas al mencionado Domingo de Ramos. Estas son: la Orden Servita, que desfila el Viernes de Dolores, y la sección de penitencia de la Archicofradía de la Merced, con el Señor de la Obediencia, el Sábado de Pasión. Además, la Congregación Mariana Ecce Mater Tua también realiza su salida procesional durante la madrugada del Sábado Santo, aunque no esté constituida como hermandad.
El Consejo Local de Hermandades y Cofradías de Cádiz es el órgano encargado de la regulación de las hermandades de la ciudad. En el año 1892 un grupo de cofrades gaditanos logró constituir la primera Junta de Cofradías de Cádiz.
En 2022, la Semana Santa gaditana fue declarada de Interés Turístico Nacional por la Secretaría de Estado de Turismo del Gobierno de España, convirtiéndose en la segunda Semana Santa que ostenta este título en la provincia tras la de Jerez de la Frontera que lo obtuvo en 1993, aunque eclesiásticamente pertenecen a obispados distintos, ya que en la provincia de Cádiz coexisten la Diócesis de Cádiz y la Diócesis de Asidonia-Jerez. Esta declaración conlleva un gran paso a la hora de revalorizar, promocionar y poner en valor esta Semana Santa que posee un gran patrimonio artístico.
Esta fiesta tiene una tradición heredada de cientos de años, por la cual los pasos son portados a hombro por cargadores en un ritmo más pausado al de otras localidades andaluzas. Además, los conocidos como manigueteros, también contribuyen a ello marcando el compás con su horquilla en el exterior del paso, pudiendo encontrarse de 4 a 8. Estos visten con túnica, cíngulo y gato. Este estilo de carga, es tradicional y exclusivo de esta localidad, sin embargo, existe un debate abierto en torno a él entre los habitantes de la ciudad, ya que algunos están a favor de mantener la tradición de las horquillas y otros desean retirarlas introduciendo nuevas formas de carga diferentes. 

## Historia
Las primeras procesiones se dan en la época medieval, en el que los fieles iban descalzos y desnudos, implorando el perdón a través de sus súplicas cantadas. En Cádiz, ocurrieron dos hechos relevantes que marcaran el futuro de las cofradías y de las imágenes de culto, la importancia de la ciudad a nivel comercial con las Indias y, con sí, el descubrimiento de América y el saqueo anglo-holandés ocurrido en 1596, que arrasó gran parte de los inmuebles y el patrimonio artístico de la ciudad. Tampoco se salvó la documentación referente a las hermandades existentes en aquel momento, aunque se conoce que las Cofradías de la Vera+Cruz, Nuestro Padre Jesús Nazareno y el Santo Entierro se fundaron con anterioridad. Todas ellas vinculadas al Convento de San Francisco, que ocupaba una importante parte del centro de Cádiz.
A partir del siglo XVI, se comienzan a crear nuevas hermandades que formaban procesiones de flagelantes, los cuales, desnudos en la parte superior del cuerpo, cubrían su cabeza con una especie de antifaz, que acabaría dando lugar a lo que es hoy el capirote.
Cabe destacar también que en el año 1892 un grupo de cofrades gaditanos logró constituir la primera Junta de Cofradías de Cádiz, lo que la convierte en la de mayor antigüedad de Andalucía.

## Carrera Oficial
La Carrera Oficial hace referencia al recorrido común realizado por todas las hermandades y cofradías que realizan estación de penitencia durante la Semana Santa. Aunque las hermandades de vísperas y la Congregación Mariana Ecce Mater Tua no están obligadas a realizarla, pese a discurrir por parte o la completitud de ella. 
La antigua Carrera Oficial modificada en 2018, comenzaba en la Santa Iglesia Catedral, discurriendo por la calle Arquitecto Acero, Compañía, Santiago, Plaza de la Candelaria, calle Montañés, el Palillero, calle Novena y finalizando en la calle Ancha. 
La Carrera Oficial actual comienza en la calle Nueva y desde allí, discurre por la plaza de San Juan de Dios, la calle Pelota y la plaza de la Catedral, donde las hermandades realizan su estación de penitencia, accediendo a la Catedral por la puerta principal. Tras ello, la Carrera Oficial continúa por Arquitecto Acero, calle por la cual las hermandades abandonan la Catedral para continuar por la calle Compañía, el popularmente conocido como Túnel de Santiago, la plaza de la Candelaria, la calle Montañés, desembocando en la Plaza del Palillero.

## Imagineros
La semana de Pasión gaditana cuenta con una gran variedad de imágenes tanto devocionales como secundarias de diferentes autores, tanto históricos como actuales. Principalmente, existe una prevalencia de obras de los escultores sevillanos Francisco Buiza,Luis Álvarez Duarte o los gaditanos Luis González Rey y Miguel Láinez Capote, pero también existen obras procedentes de la escuela gaditano-genovesa (Jacinto Pimentel, Anton María Maragliano, o Domenico Giscardi), flamenca (Peter Sterling), andaluza oriental (Domingo Sánchez Mesa) o diferentes imágenes de gran valor artístico y devocional procedentes de la gubia de escultores españoles históricos cuyas obras también se pueden encontrar en otras Semana Santas de Andalucía, obras como el Ecce-Homo o la primitiva Dolores de los Servitas de José Montes de Oca, el Cristo del Perdón de Luis Ortega Bru, el Jesús Nazareno de Andrés de Castillejo, el Jesús de la Salud (Cigarreras) de Francisco de Villegas o la Virgen de las Angustias atribuida al círculo de Diego Roldán.

## Peculiaridades de la Semana Santa de Cádiz.
Tal y como se menciona anteriormente, una característica principal de la Semana Santa gaditana es el andar de costero a costero (de igual forma que en la Semana Santa de Málaga o San Fernando), mucho más pausado en comparación al andar costalero, así como la existencia de los conocidos como ¨maniguetas¨ o ¨manigueteros¨, los cuales visten el hábito de la hermandad en cuestión sin capa y sin capirote. Éstos se encargan de marcar el ritmo del andar del paso golpeando sus horquillas contra el suelo al son de la música. En caso de no existir acompañamiento musical, como es el caso de hermandades como la Vera+Cruz, Sanidad, Buena Muerte o Cautivo y Trinidad, la horquilla sonará al avanzar con el pie con el que se comienza a andar. 
Además, en el apartado estético, los pasos gaditanos se caracterizan, en general, por su estrechez y cierta altura. Esto se debe, principalmente, a la estrechez de las calles del casco antiguo de Cádiz, las cuales generan dificultad a pasos de mayor anchura y/o longitud (véase el Perdón, Jesús Despojado, Sentencia o ¨Cigarreras¨).

## Procesiones de la Semana Santa

### Cofradías de vísperas

#### Viernes de Dolores

##### Orden Seglar Servitas
Su nombre oficial es Orden Seglar Servitas de María Santísima de los Dolores. Sus primeras reglas datan de 1735. Tiene su sede en la Capilla Sagrario de Nuestra Señora de los Dolores.
La primitiva Virgen de los Dolores fue realizada por José Montes de Oca en 1729 y desde 1939 se encuentra en una hornacina anexa a la capilla que se encuentra en el exterior del templo. La actual Virgen de los Dolores es una obra de autor anónimo del siglo XVIII.
El acompañamiento musical del único paso corre a cargo de la Banda de Música "Maestro Tejera" (Sevilla). 

#### Sábado de Pasión

##### Archicofradía de la Merced - Señor de la Obediencia
Su nombre oficial es Venerable Archicofradía de la Celeste y Real Esclavitud de Nuestra Señora de la Merced y Devota Sección de Penitencia de Nuestro Padre Jesús Nazareno de la Obediencia. Sus primeras reglas datan de 1777. Tiene su sede en la Parroquia de Nuestra Señora de la Merced.
Es desde 2015 que el Señor de la Obediencia forma parte del título de la Archicofradía, sin embargo, no es hasta 2023 que no realiza por primera vez su salida penitencial durante la Semana Santa en la jornada del Sábado de Pasión. En los años previos solo lo hizo en forma de Vía Crucis. La imagen de Ntro. Padre Jesús de la Obediencia parece ser fruto de la unión de diferentes piezas, de forma que la cabeza está atribuida a la gubia de Cosme Velázquez Merino entre el último tercio del siglo XVIII y el primero del XIX, mientras el cuerpo fue realizado por Miguel Láinez Capote durante la posguerra. En el año de 2023, la hermandad adquiere una dolorosa de Luis González Rey, la cual recibe la advocación de María Santísima Madre de Dios de la Misericordia, bendecida en octubre de ese mismo año.En el año 2020, la imagen de Jesús de la Obediencia sufre una intervención por parte del imaginero Luis González Rey que cambia de manera ostensiva la fisionomía de la imagen.
El acompañamiento musical del único paso corre a cargo de la Agrupación Musical "Ecce Mater" (Cádiz).

### Domingo de Ramos

#### Cofradía de la Paz y Amparo (La Borriquita)
Su nombre completo es Venerable Cofradía Carmelitana de Penitencia y Sacramental Hermandad de Nazarenos de Nuestro Padre Jesús de la Paz en su Real y Triunfal Entrada en Jerusalén y Nuestra Madre y Señora María Santísima del Amparo y Bendito Patriarca Señor San José. Fue fundada en 1944. Su primera sede fue la Iglesia de San José. De 1964 a 2016 su sede se encontraba en la Capilla Oratorio de Jesús de la Paz localizada en la Calle Vea Murgía, pero realizaba su estación de penitencia desde la Iglesia del Carmen. En 2016, las imágenes abandonaron la Capilla de Jesús de la Paz para volver a su primera sede canónica, la Iglesia de San José. 
La imagen de Jesús fue realizada por Miguel Láinez Capote en 1944 y la de la Virgen es de autor anónimo de finales de los años 40, aunque se conoce que se encargó al comerciante valenciano Rafael Peris sobre la base de unas manos del siglo XIX que estaban en posesión del fundador de la Hermandad. Además, la Virgen del Amparo también es conocida por el sobrenombre de La Guapa de Cádiz. 
Acompañamientos musicales:
Misterio: Agrupación Musical "La Salud" (Cádiz)
Palio: 
Banda de Música "Nuestra Señora del Carmen" (Villalba del Alcor, Huelva) desde la salida hasta el fin de la carrera oficial.
Banda de Música de Albaida del Aljarafe (Sevilla) desde el fin de la carrera oficial hasta la recogida.

#### Hermandad de Jesús Despojado
Su nombre completo es Hermandad Salesiana de Penitencia de Nuestro Padre Jesús del Amor Despojado de sus Vestiduras y María Santísima de la Concepción. Fue fundada en 2007 y tiene su sede en el Santuario de María Auxiliadora Coronada, anexo al Colegio San Ignacio de los Salesianos en Cádiz. Esta Hermandad es comúnmente conocida por su estilo de andar a la hora de llevar el paso, bastante diferente al tradicional de la capital gaditana. En él, el paso camina al doble del ritmo normal de paso, asemejándose al ritmo empleado por las procesiones cargadas a costal. Este hecho ha generado una fuerte división de opiniones entre los cofrades de la ciudad.
La imagen del Señor fue realizada por Romero Zafra en 2008 y la Virgen de la Concepción es obra del mismo autor del año 2010.
El acompañamiento musical del único paso de esta cofradía corre a cargo de la Banda de Cornetas y Tambores "Santa Cruz" (Almería) desde la salida hasta el fin de la carrera oficial, y hasta la recogida acompaña musicalmente a esta cofradía la Banda de Cornetas y Tambores "Los Coloraos" (Daimiel, Ciudad Real).

#### Hermandad de la Sagrada Cena
Su nombre completo es Dominicana Hermandad Sacramental y Cofradía de Nazarenos de la Pura y Limpia Madre de Dios, Nuestro Padre Jesús del Milagro en la Sagrada Cena y María Santísima Reina de Todos los Santos. Tiene su sede en el Convento de Santo Domingo. Originalmente, se organizó con unas figuras de misterio elaboradas en Olot que tenían como destino Cuba. Debido al triunfo de la revolución castrista, dicho conjunto quedó depositado en el Convento de Santo Domingo, donde se fundó la hermandad en 1963, aunque su primera salida procesional no se realizó hasta 1970. 
Desde 1991 hasta 1995 se realizan nuevas tallas, tanto del apostolado como del Cristo, obra de Luis González Rey. La Hermandad tiene como titular mariana a María Santísima Reina de Todos los Santos, obra de Miguel Ángel Valverde Jiménez, realizada en madera de cedro policromada en 2004, siendo bendecida en la Iglesia de Santo Domingo en octubre de 2008.
El acompañamiento musical del único paso de esta cofradía corre a cargo de la Agrupación Musical "Polillas" (Cádiz).

#### Archicofradía de las Penas
Su nombre completo es Venerable y Real Archicofradía de Nuestra Señora del Pilar de Zaragoza, Nuestro Padre Jesús de las Penas y María Santísima de la Caridad. Tiene su sede en la Iglesia de San Lorenzo Mártir. La Archicofradía del Pilar se fundó en 1730 y la del Jesús de las Penas en 1955, ambas se fusionaron en 1977. 
La imagen de Jesús de las Penas fue realizada en 1986 por Luis Álvarez Duarte, sustituyendo a la original de Cosme Velázquez Merino. La Virgen de la Caridad es obra del mismo autor de 1983, aunque las manos son de la Virgen anterior, realizada por Manuel Pineda Calderón en 1963. La Virgen del Pilar que es titular de la hermandad es una obra anónima del círculo genovés del siglo XVIII.
Acompañamientos musicales:
Misterio: Banda de Cornetas y Tambores "La Unión" (Baena, Córdoba)
Palio: Asociación Filarmónica de Conil de la Frontera (Cádiz)

#### Cofradía de Humildad y Paciencia
Su nombre completo es Venerable, Inmemorial, Pontificia y Nacional Cofradía de Penitencia del Santísimo Cristo de la Humildad y Paciencia y Nuestra Señora de la Amargura. Tiene su sede en la Iglesia de San Agustín. Fue fundada en 1621 por un grupo de cargadores de Indias de origen vasco, por lo que a la Cofradía también ha recibido de manera popular el sobrenombre de la Cofradía de los vizcaínos. Fue refundada en 1896. En 1990 procesionó el Martes Santo debido a las inclemencias meteorológicas acaecidas el Domingo de Ramos. 
La imagen del Santísimo Cristo de la Humildad y Paciencia fue realizada por Jacinto Pimentel en 1638. La Virgen de la Amargura es una obra de Sebastián Santos Rojas de 1967, sustituyendo a la primitiva de finales del siglo XVIII y que aún recibe culto en Puerto Real. Nuestra Señora de la Amargura fue nuevamente restaurada por Luis González Rey en 1995.
El 3 de enero de 2024 tuvo lugar el primer culto externo del Niño Jesús de la Pasión de esta cofradía, obra de Darío Fernández Parra.
Acompañamientos musicales:
Cristo: Banda de Cornetas y Tambores "Nuestra Señora del Rosario" (Arriate, Málaga)

Virgen: Banda de Música "Nuestro Padre Jesús Nazareno" (Rota, Cádiz)
|           |
| Despojado |

|               |
| La Borriquita |

### Lunes Santo

#### Archicofradía de la Palma
Su nombre completo es Primera Compañía Espiritual del Santo Rosario y Coro del Ave María, Venerable, Antigua, Ilustre, Franciscana, Lasaliana, Vicencia, Pontificia, y Real Archicofradía Sacramental de Nuestra Señora de la Palma Coronada (Agregada a la del Santísimo Nombre de María de la Corte de Roma) Santísimo Cristo de la Misericordia y María Santísima de las Penas Coronada. Tiene su sede en la Parroquia de Nuestra Señora de la Palma. En 1961 se crea la Compañía Espiritual de Ave María y Coro del Santísimo Rosario. El templo que le servía sede desde 1699 fue destruido por un incendio en 1754, salvándose solamente una Virgen de la Palma. En 1755 se crea la Archicofradía de la Palma. En 1938 se fundó la Cofradía del Cristo de la Misericordia, que se fusionó con la Palma en 1968.
Se trata de una hermandad de enorme arraigo tanto en su Barrio de la Viña (barrio sumamente popular debido a la gran parte que supone de la cultura gaditana, siendo la cuna del  carnaval gaditano, así como una de las zonas donde más se cultivaron los palos  flamencos de las alegrías, las cantiñas o los tanguillos, siendo cuna de artistas como Juanito Villar o Antonio Rodríguez Martínez, por ejemplo) como en la propia ciudad de Cádiz, reflejándose en el amplio cortejo que presenta la hermandad, así como el cálido acompañamiento de sus devotos, dejando estampas multitudinarias tanto en su salida como en su recogida. Al estar fusionadas la Hermandad de penitencia y la de gloria, la Archicofradía se encuentra en gran parte relacionada al aparente milagro obrado por la Titular gloriosa, la Virgen de la Palma, en medio del Terremoto de Lisboa de 1755 (de hecho, la BCT Rosario de Cádiz posee en su repertorio una marcha titulada ¨El Milagro¨, en honor a la titular letífica). 
El crucificado procesiona en un imponente paso ya completamente dorado realizado por Antonio Martín, y la dolorosa procesiona bajo un palio que fue comprado a mediados del siglo XX a la Hermandad de los Negritos de Sevilla, habiendo pertenecido éste a la titular mariana de esta última, la Virgen de los Ángeles.
La cabeza del crucificado data del siglo XVIII y es de origen genovés. Debido a la desproporción existente entre el cuerpo y la cabeza, el escultor sevillano Francisco Buiza le realizó uno nuevo en 1969. La Virgen de las Penas está atribuida a Fernando Ortiz y fue retocada por Francisco Buiza y Álvarez Duarte. Dicha imagen está coronada canónicamente desde septiembre del año 2022,habiendo sido acompañada musicalmente en dicha efeméride por la BM Nuestra Señora del Carmen de Salteras. La Virgen de la Palma es del siglo XVIII, de la escuela genovesa y fue coronada canónicamente en 1987.
Acompañamientos musicales:
Misterio: Banda de Cornetas y Tambores de la Veracruz de Utrera (Sevilla)
Palio: Banda de Música "Julián Cerdán" de Sanlúcar de Barrameda (Cádiz)

#### Hermandad del Prendimiento
Su nombre completo es Real Congregación de la Vela y Mayor Culto al Santísimo Sacramento, Franciscana y Carmelitana Hermandad de Penitencia de Nuestro Padre Jesús en su Prendimiento, María Santísima del Patrocinio y Beato Fray Diego José de Cádiz. En 1792 se fundó la Real Congregación de la Vela y en 1976 se fundó la Hermandad de Penitencia. Ambas se fusionaron en 1979. Su sede encuentra en la capilla del Beato Diego José, aunque realiza su salida desde la Iglesia de Nuestra Señora del Carmen y Santa Teresa. 
La imagen de Jesús es de Alfonso Berraquero de 1978. Las imágenes de Judas, Malco y el soldado romano también son obra de Berraquero, mientras que los tres discípulos son obras de Juan Antonio Verdía Díaz. La Virgen del Patrocinio es de autor desconocido, de finales del siglo XVII o principios del XVIII, aunque transformada en dolorosa por Berraquero a mediados de los años 70.
Acompañamientos musicales:
Misterio: Agrupación Musical "La Salud" (Cádiz)
Palio: Banda de Música "Nuestra Señora del Rosario" (El Cuervo, Sevilla)

#### Hermandad del Nazareno del Amor
Su nombre completo es Venerable y Seráfica Hermandad de Penitencia de Nuestro Padre Jesús Nazareno del Amor y Nuestra Señora de la Esperanza. Fue fundada en 1951 y tiene su sede canónica en el Convento de San Francisco. 
La imagen del nazareno es obra de José Rivera García hacia 1940 y procesiona con un Simón de Cirene obra de Alfonso Berraquero desde 1979. La Virgen de la Esperanza fue realizada por Luis Jiménez en el año 1941, reformada por Alfonso Berraquero en 1976 y por Luis González Rey en 2015.
Acompañamientos musicales:
Misterio: Sección Musical de la Hermandad de Los Gitanos (Sevilla)
Palio: Asociación Filarmónica de Conil de la Frontera (Cádiz)

#### Hermandad de la Vera+Cruz
Su nombre completo es Muy Ilustre, Antigua, Venerable, Franciscana, Hermandad y Cofradía de Penitencia del Santísimo Cristo de la Vera+Cruz y Nuestra Señora de la Soledad. Fue fundada a mediados del siglo XVI y tiene su sede en el Convento de San Francisco. 
La primitiva imagen cristífera del siglo XVI fue realizada en las Indias en papelón y se conserva en la Casa Hermandad de la Cofradía. El Cristo actual es del siglo XVIII y estudios recientes sobre la escultura genovesa en Cádiz, atribuyen su autoría a la mano de Anton Maria Maragliano. La primitiva imagen de la Virgen fue destruida en un asalto que sufrió la capilla en 1931. La actual Virgen de la Soledad fue realizada en 1945 por Sebastián Santos Rojas.
Acompañamientos musicales:
Misterio: Capilla Musical "Lignum Crucis" de San Fernando (Cádiz).
Palio: Banda de Música "Maestro Enrique Montero" de Chiclana de la Frontera (Cádiz).

### Martes Santo

#### Hermandad de Jesús Caído
Su nombre completo es Hermandad Sacramental, Venerable y Marianista Cofradía de Penitencia de Nuestro Padre Jesús Caído y María Santísima de los Desamparados. Fue fundada en 1942 y tiene su sede en la Capilla de Jesús Caído, en el Colegio Mayor "Beato Fray Diego José de Cádiz", desde 1962. Debido a esto y a sus lazos históricos con la Universidad de Cádiz, la Cofradía recibe el sobrenombre de la Cofradía de los Universitarios. En el año 2008, la Cofradía traslada sus imágenes a la Iglesia de San Francisco, 2025 será su último año realizando su estación de penitencia desde dicha sede, regresando para 2026 a su tradicional salida desde su capilla en las inmediaciones del Parque Genovés. Es por su recorrido de vuelta tradicional, el cual discurre por el interior de este popular enclave, que al titular cristífero se le conoce como ¨El Señor del Parque¨. Se trata de otra hermandad sumamente característica de la Semana Santa de Cádiz, debido a los hermosos cuatro faros plateados de estilo isabelino (idénticos a los distinguibles en lugares como la Alameda Apodaca, el Parque Genovés o la playa de la Caleta) que iluminan y decoran el paso en caoba de Nuestro Padre Jesús Caído, así como la ausencia de un palio en el paso de María Santísima de los Desamparados. La salida extraordinaria de la dolorosa en el año 2015, efectuada bajo un palio elaborado mediante enseres propios y prestados por otras corporaciones, generó división de opiniones entre quienes prefieren conservar a la dolorosa con su estampa actual y quienes preferirían verla procesionar cada jornada de Martes Santo bajo un palio.
La imagen de Jesús Caído es obra de Miguel Láinez Capote de 1941 y la Virgen de los Desamparados es obra de José Rivera García de 1964.
Acompañamientos musicales:
Misterio: Agrupación Musical "Virgen de la Oliva" de Vejer de la Frontera (Cádiz)
Palio: Banda de Música "Nuestra Señora de Palomares" de Trebujena (Cádiz)

#### Archicofradía del Ecce-Homo

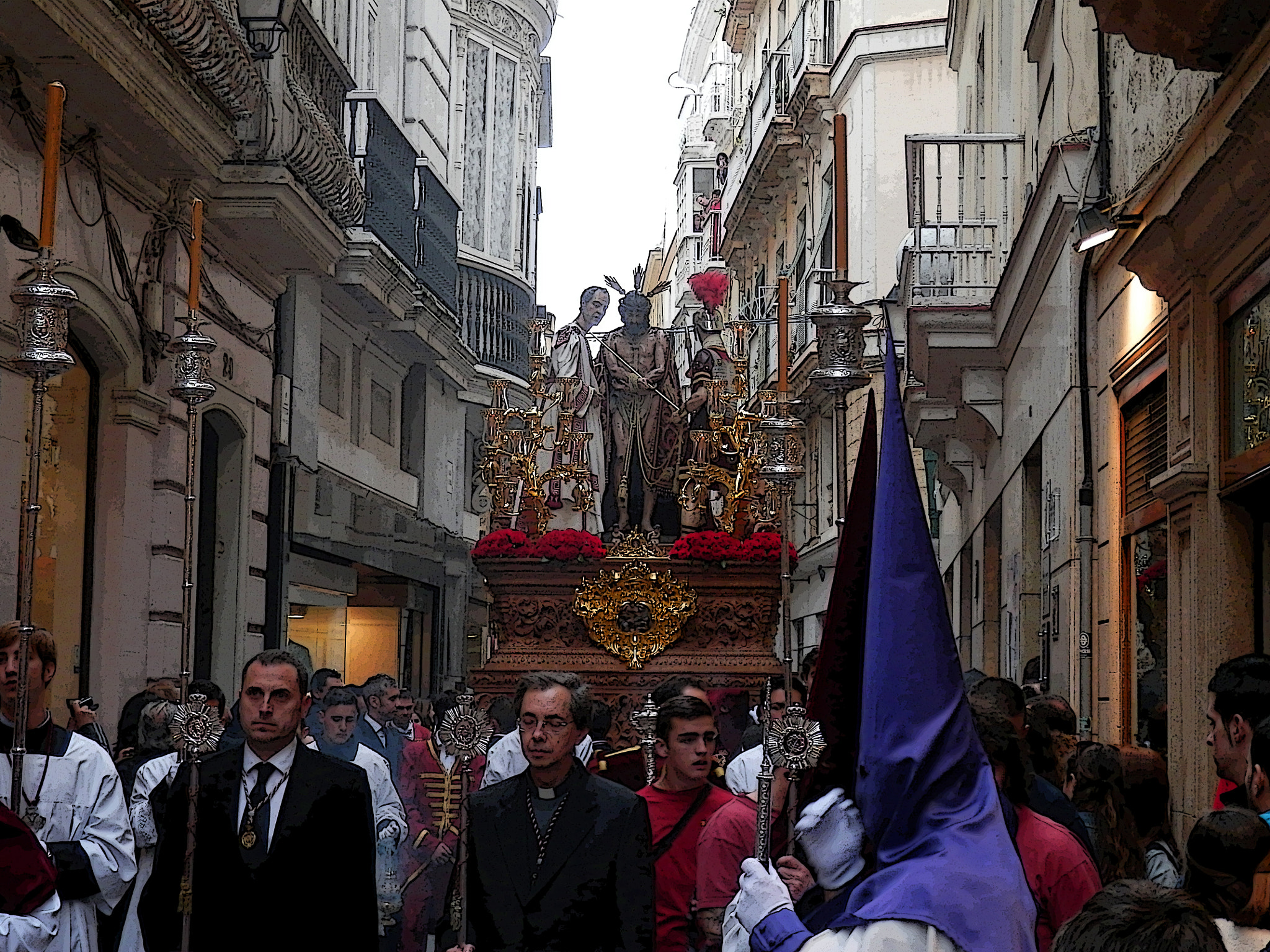
Paso de misterio de la Archicofradía del Ecce-Homo en su discurrir por las calles de Cádiz

Su nombre completo es Real y Venerable Archicofradía de Nuestro Padre Jesús del Ecce-Homo, María Santísima de las Angustias y San Juan Evangelista. Fue fundada a mediados del siglo XVII en el oratorio de la casa de Beatas de la Orden Tercera, aunque luego pasó al Hospital de Mujeres, hasta que se ubicó en 1687 en la Iglesia de la Conversión de San Pablo, donde reside actualmente. 
Nuestro Padre Jesús del Ecce-Homo es obra de José Montes de Oca de 1730. El Cristo recibe el sobrenombre del Señor del manto rojo, ya que, durante su salida procesional, es ataviado con un manto de terciopelo de Lyon color burdeos, conocido popularmente como el "Manto de Yraola", bordado en oro con unas dimensiones similares a los que suelen portar las imágenes marianas y que data de 1912. Pilatos y el soldado romano son obras anónimas del siglo XVIII.
Se trata de una hermandad de gran importancia histórica en Cádiz, debido a su antigüedad y su importantísimo patrimonio artístico, contando con imágenes elaboradas por grandes imagineros de la Semana Santa tanto gaditana como andaluza. La estética de la hermandad destaca por su sobriedad, gusto clásico y refinado y marcada elegancia, llevando, por lo general, bandas tanto en el Señor como en la Virgen a las que se les solicita un repertorio clásico y acorde con el carácter sobrio de la hermandad. Además, una de las melodías más características de la Semana Santa gaditana es la marcha "Ecce-Homo", obra de marcado carácter elegante y tradicional obra de Eduardo Escobar de Rivas hacia finales del siglo XIX, la cual es interpretada a la salida del titular cristífero. Como detalle característico adicional, tras el paso de Nuestro Padre Jesús del Ecce-Homo procesiona una sección que simula un contubernio de unidades militares de la Antigua Roma, detalle con el cual ya contaba la hermandad hasta los años 80, y que se recuperó durante la década de los 2000. 
María Santísima de las Angustias fue realizada a finales el siglo XVIII y es atribuida a Manuel Fernández Guerrero, mientras la imagen de San Juan que acompaña a la Virgen se atribuye al genovés Domenico Giscardi a finales del siglo XVIII.
Acompañamientos musicales:
Misterio: Banda de Cornetas y Tambores "Los Gitanos" (Málaga)
Palio: Banda de Música "Nuestra Señora del Carmen" de Prado del Rey (Cádiz)

#### Archicofradía de la Columna
Su nombre completo es Venerable, Real y Muy Ilustre Archicofradía de la Santísima Resurrección de Nuestro Señor Jesucristo y Penitencia de Nuestro Padre Jesús Atado a la Columna y Azotes y María Santísima de las Lágrimas, San Pedro Apóstol Penitente y San Juan Evangelista. Se funda en 1660 y en 1662 se une a la Cofradía de la Santísima Resurrección, tomando el título de Archicofradía. Tiene su sede en la Iglesia de San Antonio de Padua. 
La imagen de Jesús es obra de Jacinto Pimentel ejecutada en madera de cedro, en 1660 y bendecida al año siguiente, siendo restaurada por Enrique Ortega. los dos sayones están realizados por el genovés Jácome Mayo en 1774 y han sido restauradas por José Miguel Sánchez Peña. La imagen mariana es obra del genovés Domenico Giscardi de 1776.
Como curiosidad, el Cristo de la Columna es popularmente conocido como El Aguador, ya que ha sido sacado en procesión de rogativas en varias ocasiones a lo largo de la historia, durante períodos de sequía, para pedir por la lluvia.
Acompañamientos musicales:
Misterio: Banda de Cornetas y Tambores "Nuestra Señora del Rosario Coronada" (Cádiz)
Palio: Asociación Filarmónica de Conil de la Frontera (Cádiz)

#### Cofradía de la Piedad
Su nombre completo es Venerable, Real, Militar y Nacional Cofradía del Santísimo Cristo de la Piedad y María Santísima de las Lágrimas. Se fundó en 1731 en la iglesia de Santa Catalina, aunque hoy tiene su sede en la Iglesia de Santiago Apóstol.
El crucificado fue realizado por el genovés Francesco María Mayo en 1754 y presenta la advocación de la Piedad, aunque no responda a la representación habitual de esta advocación, al no estar en los brazos de su madre. El resto del misterio, está conformado por las imágenes de la Virgen de la Consolación obra de Luis González Rey (1997), el apóstol san Juan y María Magdalena, obras de Francisco Buiza Fernández (1958 y 1960 respectivamente), a los pies de la cruz. 
La Virgen de las Lágrimas, que procesiona en su propio paso de palio desde 1997, es obra de Francisco Buiza Fernández de 1958.
Acompañamientos musicales:
Misterio: Banda de Cornetas y Tambores "Santísima Trinidad" (Palencia)
Palio: Banda de Música "Nuestra Señora de la Consolación" (Huelva)

#### Cofradía de la Sanidad
Su nombre completo es Venerable y Nacional Cofradía de Penitencia de Nuestro Padre Jesús del Mayor Dolor y María Santísima de la Salud. La hermandad se funda en 1946 y, en su origen, la intención era aunar a los miembros del gremio sanitario, de ahí el sobrenombre con el que se conoce a la Cofradía. Tiene su sede en la Iglesia de Santa Cruz. 
El nazareno es obra del imaginero gaditano Miguel José Láinez Capote en 1950. La Verónica actual fue realizada en 1999 Luis González Rey, mientras las otras tres mujeres hebreas del paso de misterio también son obra de González Rey de 2001. La actual Virgen es obra de Francisco Buiza Fernández de 1978.
Acompañamientos musicales:
Misterio: Capilla Musical "Lignum Crucis" de San Fernando (Cádiz)
Palio: Banda de Música "Gailín" de Puerto Serrano (Cádiz)

### Miércoles Santo

#### Cofradía de las Cigarreras

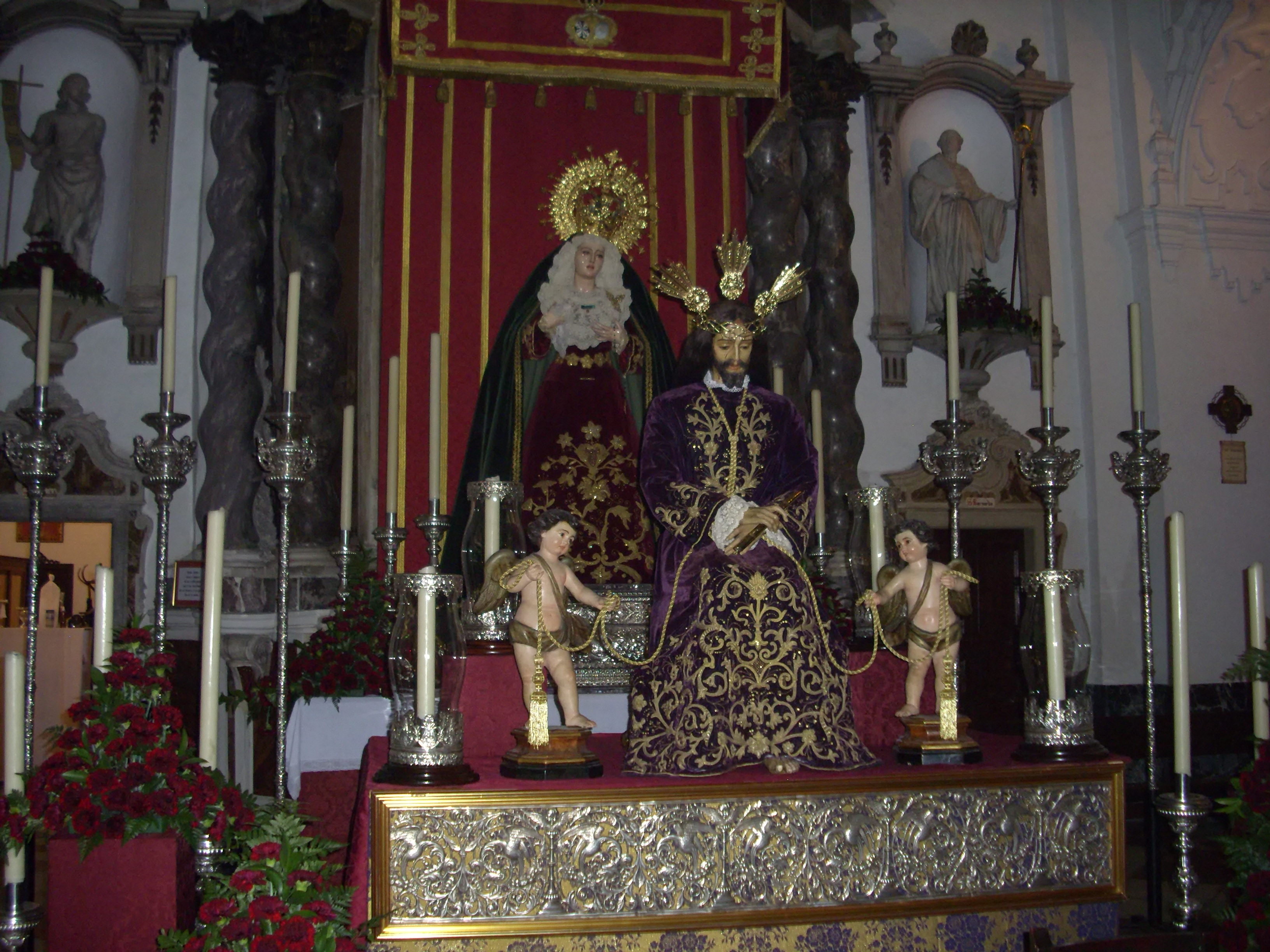
Los titulares de la Cofradía de las Cigarreras en su retablo durante la Cuaresma

Su nombre completo es Real, Ilustre y Venerable Cofradía de Penitencia de Nuestro Padre Jesús de la Salud, María Santísima de la Esperanza y Nuestra Señora del Amor Hermoso. Existe desde el siglo XVIII y su historia está ligada a la antigua Fábrica de Tabacos gaditana, hoy en día Palacio de Congresos de la ciudad, de ahí el sobrenombre con el que se conoce a la Cofradía. Tiene su sede en el Convento de Santo Domingo. 
La imagen de Jesús es una obra de Francisco de Villegas del siglo XVII. Los dos soldados romanos y el sayón judío que lo acompañan en su paso, aunque este último no lo hace desde 2023, son obra de Pérez Eslava fechados en 1994. María Santísima de la Esperanza es una obra del imaginero sevillano Luis Álvarez Duarte realizada en el año 2005. 
La hermandad tiene una imagen de gloria, bajo la advocación del Amor Hermoso, fue encontrada en la playa de la Caleta en el siglo XX y Miguel Láinez Capote le añadió un cuerpo nuevo en la década de los años 50. Posteriormente fue restaurada por Alfonso Berraquero.
Acompañamientos musicales:
Misterio: Agrupación Musical "La Salud" de Cádiz, perteneciente a esta cofradía.
Palio: Banda de Música Municipal de Bollullos Par del Condado (Huelva)

#### Cofradía de la Sentencia
Su nombre completo es Venerable, Mercedaria y Lasaliana Cofradía de Penitencia de Nuestro Padre Jesús de la Sentencia y María Santísima del Buen Fin (Vulgo de los Estudiantes). Fue fundada en 1939 por estudiantes de la Universidad de Cádiz. Tiene su sede en la Iglesia de Nuestra Señora de la Merced, en el Barrio de Santa María. Se trata de una de las hermandades con mayor arraigo devocional tanto en su populoso barrio como en la ciudad, contando con un nutrido cortejo penitencial. Se encuentra históricamente ligada al  pueblo gitano, al igual que la Hermandad del Nazareno de Santa María.
La imagen cristífera es una imagen del gótico tardío del siglo XVI de autor anónimo. El Señor cuenta con una cabellera de pelo natural. En su paso le acompañan Pilatos, Claudia Prócula, un esclavo negro con un aguamanil, un lector de la sentencia y dos soldados romanos, todos obra de Francisco Buiza de 1961, salvo el soldado más reciente, que fue realizado por Torres Vivas en 1999. La Virgen del Buen Fin es obra de Miguel Láinez Capote de 1950.
Acompañamientos musicales:
Misterio: Banda de Cornetas y Tambores "Santísimo Cristo de la Elevación" (Campo de Criptana, Ciudad Real)
Palio: Banda de Música de Lora del Río (Sevilla)

#### Hermandad de las Aguas

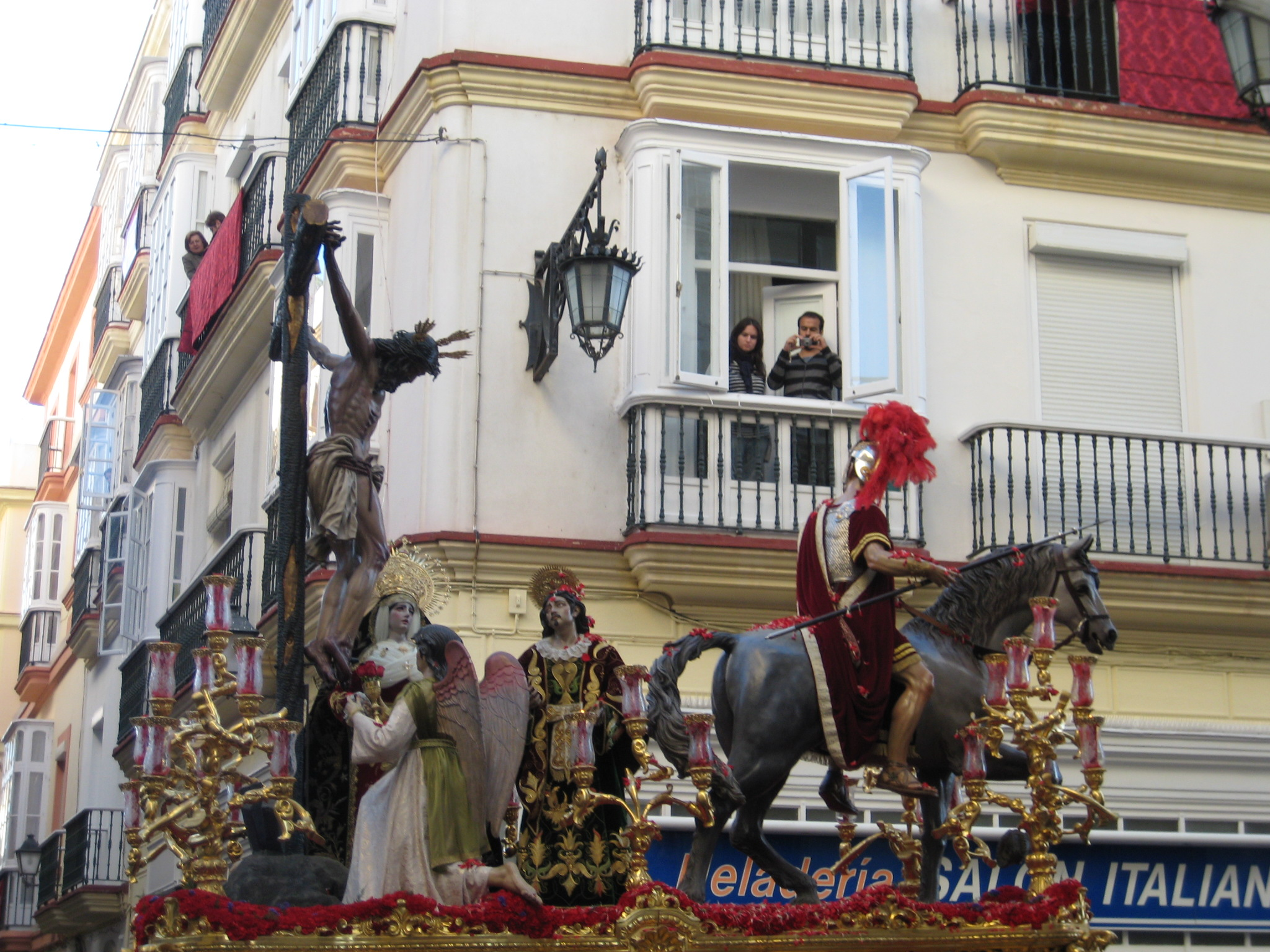
Misterio de las Aguas en la Procesión Magna acontecida en 2012

Su nombre completo es Real, Gremial, Nacional y Marianista Hermandad Sacramental del Santísimo Cristo de las Aguas, Nuestra Señora de la Luz y Asociación de Discípulos de San Juan Evangelista y María Santísima de Guadalupe. 
Fue fundada en 1944 por un grupo de empleados de la antigua empresa de Servicios Municipalizados de Agua y Electricidad (SMAES) en la Iglesia de San Antonio de Padua. La Hermandad ha transitado por varias sedes a lo largo de su historia. Su estancia en su sede fundacional duró hasta 1970, año en el que se trasladan al Oratorio de San Felipe Neri, por reformas. Una vez allí, permanecerían hasta 2008 en esta sede, sin embargo, las obras de restauración del Oratorio con motivo del Bicentenario de la Constitución de Cádiz de 1812 hacen que tengan que cambiar de sede a la Basílica de Nuestra Señora del Pilar radicada en el Colegio San Felipe Neri. De esta manera, residían en la Iglesia durante todo el año, pero realizaban su estación de penitencia desde la Iglesia de Santa Cruz cada Miércoles Santo. Esta situación se mantuvo así hasta 2021, año en que establecen su sede permanente en la Iglesia de Santa Cruz. 
El crucificado (1981) es obra de Francisco Buiza Fernández y sustituye al crucificado genovés en torno al cual se fundó la Hermandad y que todavía se conserva en San Antonio bajo la advocación de Dolores. En el misterio, pueden encontrarse también las imágenes de un ángel con un cáliz (1948) obra de Antonio Eslava Rubio, San Juan obra iniciada por Francisco Buiza pero acabada por Francisco Berlanga a causa del fallecimiento del primero de 1983, la Virgen de Guadalupe (1995) y Longinos a caballo (1995) ambos obra de Francisco Javier Navarro Moragas. 
La Virgen de la Luz (1981) es obra de Francisco Buiza y es una copia de la original que todavía se conserva en San Antonio. El apóstol san Juan (1951) es obra de Antonio Eslava Rubio y procesiona en un paso aparte.
Acompañamientos musicales:
San Juan: Agrupación Musical Esperanza (Olvera, Cádiz)
Cristo: Banda de Cornetas y Tambores "Santísimo Cristo de la Victoria" (León)
Palio: Asociación Filarmónica de Conil de la Frontera (Cádiz)

#### Cofradía del Caminito
Su nombre completo es Venerable Cofradía de Penitencia de Nuestra Señora de las Angustias y San Nicolás de Bari (Vulgo del Caminito). Hay un precedente con la fundación de una cofradía en torno a esa advocación mariana en septiembre de 1748, pero se disolvió posteriormente. La actual hermandad data de 1934 y tiene su sede en la Capilla del Caminito. En 2011 incorporó como titular a San Nicolás de Bari. 
El grupo escultórico es similar a la representación habitual de la Piedad. La Virgen de las Angustias sostiene al Cristo yacente. Fue realizada en 1748 y está atribuida a la Escuela de los Roldanes, probablemente Diego Roldán o algún discípulo suyo.
El acompañamiento musical del único paso de esta cofradía corre a cargo del quinteto de metales de la Banda de Música "Julián Cerdán" de Sanlúcar de Barrameda (Cádiz).

### Jueves Santo

#### Cofradía de la Oración en el Huerto
Su nombre completo es Venerable Cofradía de Penitencia de Nuestro Padre Jesús de la Oración en el Huerto y Nuestra Señora de Gracia y Esperanza. Fue creada en 1955 por jóvenes del Colegio de la Salle - Mirandilla. Su sede está en la Parroquia de San Severiano. 
La imagen de Jesús fue realizada por Manuel Ramos Corona en 1989, sustituyendo a las anteriores de Miguel Láinez Capote. Esta recibe una restauración por parte de Luis González Rey en 2020 que cambia profundamente su fisionomía. Manuel Ramos Corona también realiza el ángel que acompaña al Señor en su misterio en 1991, sustituyendo a una imagen anterior de Láinez Capote. Luis González Rey realizó a los tres apóstoles que duermen, San Pedro, San Juan y Santiago Apóstol, en 1995. La actual Virgen de Gracia y Esperanza fue realizada por Luis González Rey en 1996, sustituyendo a la que realizara anteriormente Manuel Ramos Corona en 1990.
Por problemas acaecidos en la comunidad parroquial de San Severiano no ha podido procesionar en los años 2023 y 2024. Su actual sede canónica es la Parroquia de Santa Catalina de Cádiz, a la que fueron trasladados el Señor de Puertatierra y su Madre el 22 de marzo de 2025.

Acompañamientos musicales:

Cristo: Agrupación Musical "Nuestro Padre Jesús de la Salud" (Cádiz)
Virgen: Banda de Música "Nuestra Señora del Carmen" de Prado del Rey (Cádiz)

#### Cofradía de los Afligidos

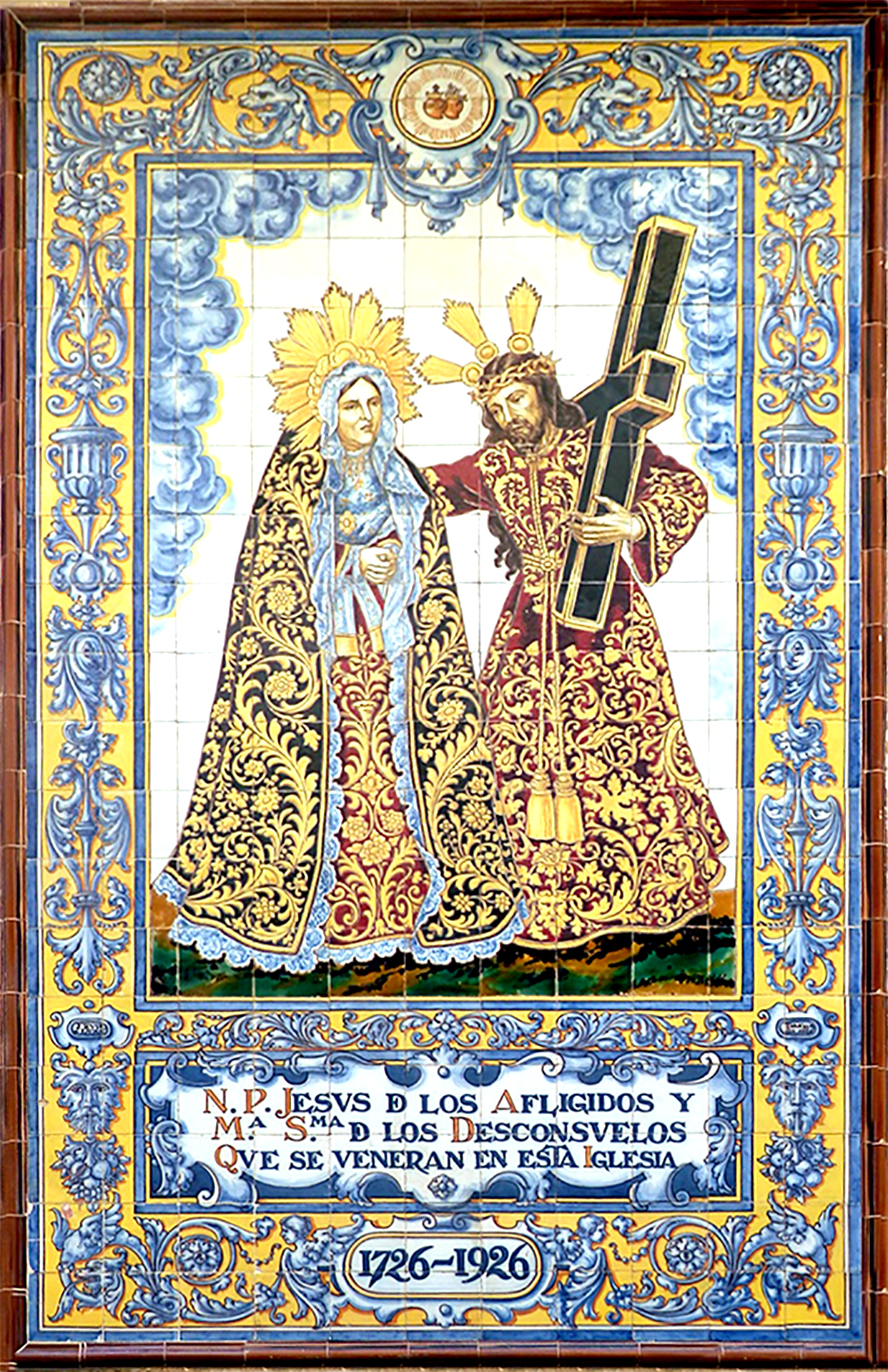
Azulejo de la hermandad de los Afligidos presente en la fachada de la Iglesia de San Lorenzo

Su nombre completo es Venerable, Real y Devota Cofradía de Penitencia de Nuestro Padre Jesús de los Afligidos y María Santísima de los Desconsuelos. Se funda en 1726 y tiene su sede en la Iglesia de San Lorenzo. 
Ambos, el nazareno y la Virgen son obras del escultor flamenco Peter Sterling de 1727. Verónica, María Magdalena, el apóstol Juan y Simón de Cirene son obras del siglo XVIII, de la escuela genovesa.
El acompañamiento musical del único paso de esta cofradía corre a cargo de la Banda de Música "Maestro Enrique Montero" de Chiclana de la Frontera (Cádiz).

#### Cofradía de Medinaceli

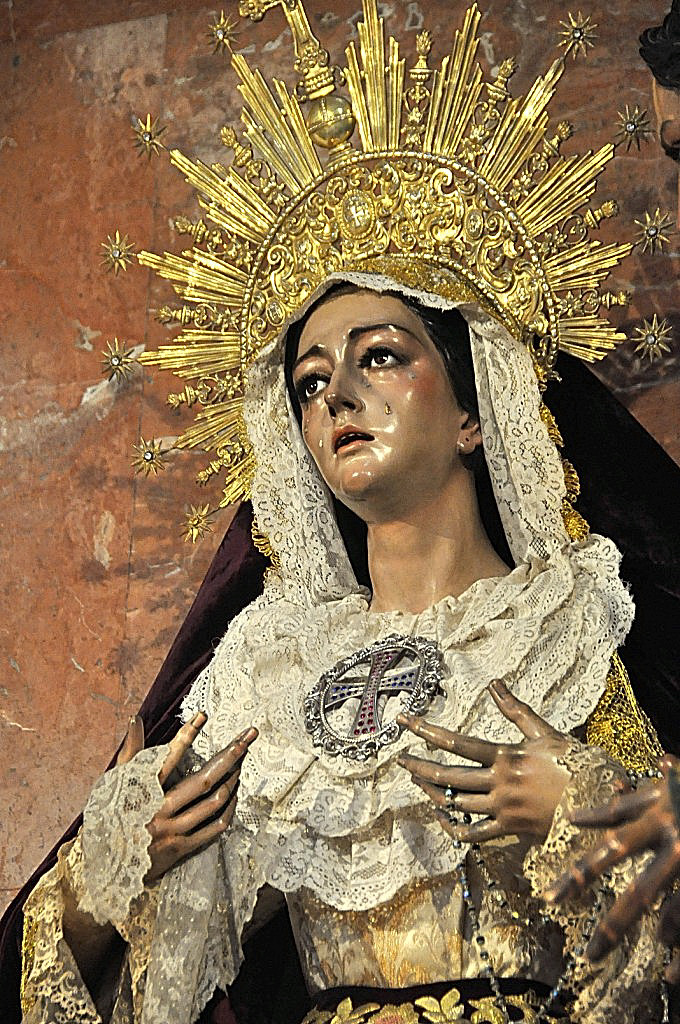
Virgen de la Trinidad

Su nombre completo es Hermandad Sacramental, Esclavitud y Cofradía de Penitencia de Nuestro Padre Jesús Cautivo y Rescatado y María Santísima de la Trinidad (Vulgo Medinaceli). Fue fundada en 1938 y tiene su sede en la Iglesia de Santa Cruz. Los fundadores de la cofradía fueron un matrimonio devoto del madrileño Jesús Cautivo de Medinaceli. La imagen cuenta con una cabellera de pelo natural.
El cautivo gaditano es obra de Miguel José Láinez Capote de 1938 y la Virgen es obra de Francisco Buiza Fernández de 1967. Buiza también realizó una imagen del Apóstol San Juan para acompañar a la Virgen en 1972.

#### Cofradía de Jesús Nazareno

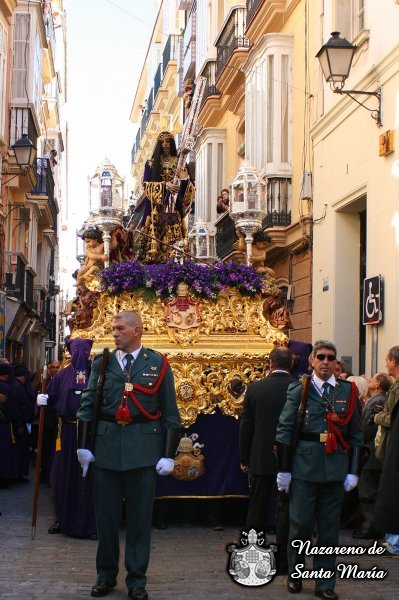
Paso de misterio del Nazareno

Su nombre completo es Inmemorial, Venerable, Pontificia y Real Cofradía de Nuestro Padre Jesús Nazareno, Santa Cruz de Jerusalén, María Santísima de los Dolores y Santa María Magdalena. Se fundó en el siglo XVI. Su nombre primitivo era Santa Cruz de Jerusalén y Jesús Nazareno y consta que se encontraba en el Convento de San Francisco cuando se trasladó en 1616 a la iglesia del Convento de Santa María. En 1681 la ciudad concedió el título de Regidor Perpetuo de Cádiz a la imagen y se hizo un voto perpetuo con María Magdalena por haber librado a la ciudad de una epidemia de peste.
La imagen de Jesús Nazareno fue realizada por Andrés de Castillejo entre 1591 y 1602. Fue restaurado en el siglo XVIII. En 1938 fue restaurado de nuevo tras los daños sufridos en la imagen a causa del asalto a la iglesia durante el inicio de la guerra civil española. En 1996 volvió a ser restaurado por Constantino Rodríguez Méndez e Inmaculada Ramírez. Es una de las imágenes de la ciudad que cuenta con cabellera de pelo natural.A la imagen se la conoce en la ciudad por diversos sobrenombres entre ellos: El Greñúo, el Regidor Perpetuo, el Gitano de Santa María, el Señor de Cádiz o el Nazareno de Santa María.
El asalto de 1936 no solo provocó daños en la imagen cristífera, ya que la primitiva imagen de la Virgen de Dolores, realizada por Benito de Hita y Castillo, y la de María Magdalena, hecha a finales del siglo XVII por la Roldana, fueron destruidas. La actual imagen de la Virgen de los Dolores fue realizada por Juan Luis Vassallo Parodi en 1943 y donada a la cofradía por el poeta José María Pemán, entonces prioste de la cofradía.La imagen actual de María Magdalena que acompaña al Cristo, es de origen italiano y fue restaurada en la década de 1950 por Antonio Eslava Rubio.
Acompañamientos musicales:
Misterio: Agrupación Musical "Nuestro Padre Jesús Cautivo" (Estepona, Málaga)
Palio: Banda de Música Municipal "Maestro Enrique Galán" (Rota, Cádiz)

### La "Madrugá"

#### Cofradía del Perdón
Su nombre completo es Venerable Cofradía de Penitencia del Santísimo Cristo del Perdón y María Santísima del Rosario en sus Misterios Dolorosos. Surge en 1935 en torno a un Cristo crucificado del Perdón que pertenecía a la familia Sopranis. Se erigió canónicamente en la Iglesia de Nuestra Señora de la Merced. Sin embargo, el crucificado fue destruido en la quema del templo acontecida en 1936. Una vez acabada la Guerra Civil y contando con un nuevo crucificado, la Cofradía se trasladó a su actual sede, la Iglesia de Santa Cruz.
El misterio representa el momento en que Jesús perdona al buen ladrón, Dimas. El crucificado (1980) es obra de Luis Ortega Bru, junto con la Virgen del Calvario (1981) y el apóstol San Juan (1981). Los dos ladrones y María Magdalena (1985) son obra de Alfonso Berraquero, que siguió el modelo que Bru realizaba para una hermandad sevillana.Aunque desde 2023, se ha ido produciendo la paulatina sustitución de las imágenes de los ladrones y María Magdalena por unas nuevas realizadas por Luis González Rey.
Mientras tanto, la imagen de la Virgen del Rosario es obra del imaginero sevillano Francisco Buiza Fernández fechada en 1980.
Acompañamientos musicales:
Misterio: Agrupación Musical "Polillas" (Cádiz)
Palio: Banda de Música de Lora del Río (Sevilla) 

### Viernes Santo

#### Hermandad del Descendimiento
Su nombre completo es Real y Venerable Hermandad y Cofradía de Penitencia del Santísimo Cristo del Descendimiento de la Santa Cruz, María Santísima en su Quinta Angustia y Nuestra Señora de los Dolores. 
La familia Omaña, tras conocer el misterio de la Hermandad de la Quinta Angustia de Sevilla decide crear esta corporación en Cádiz en 1664. En un principio se erige en la capilla de la casa familiar pero, a causa de la gran afluencia de devotos, se trasladó al desaparecido Convento de la Candelaria, que acabaría dando lugar a la actual Plaza de la Candelaria en 1873 tras el derribo del edificio. En 1886 se traslada a la Iglesia de Santo Domingo donde sufre una época de altibajos, casi desapareciendo en la primera mitad del siglo XX. Tras la Guerra Civil la Hermandad deja de salir durante un corto período de tiempo hasta establecerse, a partir de 1952, en su actual sede de la Iglesia de San Lorenzo. En 2013 la hermandad decidió añadir a su nombre el título de María Santísima en su Quinta Angustia. 
La cofradía ha contado con tres imágenes cristíferas diferentes a lo largo de su historia. La primera, posiblemente del círculo de Pedro Roldán fue destruida tras la quema de la Iglesia de Santo Domingo en 1936 y tan solo se conserva de ella, en la casa de hermandad, la mascarilla. La imagen que reemplazó a esta, fue realizada por José Bottaro en 1943. Mientras que la actual y definitiva fue realizada por Francisco Buiza Fernández en 1978. 
El paso de misterio muestra el descendimiento de Cristo por los Santos Varones. José de Arimatea y Nicodemo fueron realizados por Francisco Berlanga con modelos de Buiza en 1985, aunque Luis González Rey les realizó un nuevo cuerpo en 1998. Las actuales figuras de María Magdalena (1991), el apóstol San Juan (1992), María Salomé (1993) y María Cleofás (1993) son todas de González Rey.La Virgen de los Dolores por su parte, también es obra de Buiza de 1978.
Acompaña musicalmente al único paso de esta cofradía la Capilla Musical “Lignum Crucis” de San Fernando.

#### Hermandad de la Expiración
Su nombre completo es Muy Ilustre, Venerable y Concepcionista Cofradía del Santísimo Cristo de la Expiración y María Santísima de la Victoria. Fue fundada en 1944 en y actualmente tiene su sede en la Real Parroquia Castrense del Santo Ángel Custodio. No obstante, a lo largo de su historia, ésta Cofradía también ha visto su sede en otros templos como el de San Lorenzo Mártir, San Antonio, Santa Catalina (Capuchinos) o Santa María.
Se trata de una hermandad profundamente vinculada al ámbito militar, así como a la Guardia Civil, vínculo visible en detalles como el tricornio que se dispone a los pies de la cruz junto con una rosa. Debido a las remodelaciones que la Real Parroquia Castrense se ha visto obligada a experimentar en los últimos años, Expiración ha tenido que salir desde otros templos, como la Iglesia del Carmen o el Convento de Santa María.
Una gran peculiaridad de esta cofradía respecto a otras hermandades gaditanas es el gran tamaño del conjunto general del paso de palio de María Santísima de la Victoria, asemejándose de gran manera a los tronos presentes en la Semana Santa de Málaga. Además, a la titular mariana se la conoce popularmente como ¨La Loca¨ debido a la estancia de la Cofradía en la iglesia de Santa Catalina, cercana a un centro de tratamiento de enfermedades psiquiátricas.
El gran atractivo que supone esta hermandad para el público gaditano es, salvando las ocasiones que han salido de otros templos, el paso de la procesión por un enclave tan querido por los gaditanos como lo es el Gran Teatro Falla. El corte ciertamente más alegre en comparación a otras hermandades de la jornada, apoyado por el acompañamiento musical, las pintorescas túnicas (capa blanca, túnica negra y capirote rojo en el Cristo y azul en la Virgen) y el calor del castizo Barrio de la Viña genera un ambiente totalmente diferente al recogimiento y penitencia tradicional de un Viernes Santo.
El Cristo es una talla anónima del siglo XVII. Sin embargo, tras la intervención realizada por Pilar Morillo, se observa que la cabeza y el cuerpo de la talla son de diferentes autores. Por su parte, la dolorosa es obra de Carlos Emilio Bartús Loreto, de 1940 y fue remodelada por Luis González Rey en 1988.
Acompañamientos musicales:
Misterio: Agrupación Musical "Polillas" (Cádiz)
Palio: Banda de Música "María Santísima de la Salud" (Barbate, Cádiz)

#### Hermandad de las Siete Palabras
Su nombre es Venerable y Mercedaria Hermandad de Penitencia de las Siete Palabras del Santísimo Cristo de la Sed y María Santísima de la Piedad. Fue fundada en 1944 y tiene su sede en la Iglesia de Nuestra Señora de la Merced. 
El actual crucificado es obra de Luis González Rey de 2007, al igual que la actual Virgen de la Piedad de 2005. Ambos sustituyeron a imágenes anteriores, un Cristo de la Sed obra de José Ovando Merino de 1986 y una Virgen de Manuel Ramos Corona de 1992. El resto de imágenes que completan el misterio son el apóstol San Juan, María Magdalena y un soldado romano que ofrece vinagre a Cristo con una lanza y una esponja, todas son obras del imaginero Luis González Rey entre 1995 y 1996.
El acompañamiento musical del único paso de esta cofradía corre a cargo de la Agrupación Musical "La Salud" de Cádiz.

#### Cofradía de la Buena Muerte
Su nombre completo es Cofradía de Penitencia del Santísimo Cristo de la Buena Muerte y María Santísima del Mayor Dolor. Fue fundada en 1894 por el entonces alcalde de Cádiz, Cayetano del Toro Quartillers. Tiene su sede en la Iglesia de San Agustín y realiza su estación de penitencia siguiendo un riguroso luto y completamente a oscuras, lo que le ha valido para ganarse el sobrenombre de la Cofradía del Silencio. Tras desaparecer, fue refundada en 1921 por un grupo de devotos entre los que se encontraba José María Pemán y Pemartín. 
El Cristo es una obra anónima que data de 1648, habiendo sido restaurado por José Miguel Sánchez Peña en 1986 y 2010. Esta imagen de gran calidad artística, ha sido relacionada con las gubias de diferentes autores, incluyendo la posibilidad de que diferentes manos intervinieran en la ejecución de la obra. La Virgen del Mayor Dolor fue realizada a mediados del siglo XVIII y también se desconoce su autor, aunque fue restaurada en 2012 por José Miguel Sánchez. Fue donada a la parroquia por fray Juan de Ulloa.
Acompañamientos musicales:
Misterio: Capilla Musical “Calvarium” de Sevilla.
Palio: Capilla Musical San Pablo de Cádiz.

### Sábado Santo

#### Congregación Ecce Mater Tua
Su nombre completo Sección de Penitencia de las Congregaciones Marianas Ecce Mater Tua y no pertenece al Consejo de Hermandades y Cofradías de Cádiz. Ya existían congregaciones marianas en Cádiz en el siglo XVII dedicadas a la catequesis. Esta congregación de penitencia fue fundada por el padre Augusto Muriel en 1953. Tiene su sede en la Iglesia de Santiago Apóstol y realiza su salida durante la madrugada del Sábado Santo. 
La dolorosa es obra de Domingo Sánchez Mesa de 1955. Es una Virgen peculiar, va totalmente de negro con los brazos extendidos y mirando hacia el cielo.

#### Hermandad del Santo Entierro
Su nombre completo es Venerable y Real Cofradía de Nuestra Señora de la Soledad y Santo Entierro de Nuestro Señor Jesucristo. Fue fundada en el siglo XVI y desde 1926 tiene su sede en la Iglesia de Santa Cruz. 
La Virgen de la Soledad es una obra anónima del siglo XVIII que ha sido restaurada y modificada varias veces a lo largo de su historia. La imagen del Jesús yacente es obra de Francisco de Villegas de 1624, aunque la cabeza parece ser de un autor genovés del siglo XVIII.
Nuestra Señora de la Soledad ostentó el título de Patrona de Cádiz durante numerosos años.
Acompañamiento musical:
Cristo: Banda de Música "Nuestro Padre Jesús Nazareno" (San Fernando, Cádiz)
Palio: Asociación Filarmónica de Conil de la Frontera (Cádiz)

### Domingo de Resurrección

#### El Resucitado
Esta salida procesional es llevada a cabo por la Venerable, Real y Muy Ilustre Archicofradía de la Santísima Resurrección y Penitencia de Nuestro Padre Jesús Atado a la Columna y Azotes y Maria Santísima de las Lagrimas, aunque originalmente se fundó en 1662 como hermandad propia con el nombre de Santísima Resurrección del Hospital de Santiago y de San Ildefonso de Roma. Tiene su sede en la Iglesia de San Antonio de Padua. Anteriormente procesionaba con un Cristo Resucitado del siglo XVIII atribuido al genovés Domenico Giscardi y restaurado en 1960 por Francisco Buiza Fernández. El actual Cristo Resucitado es obra de Luis González Rey de 1993, que lo restauró y reformó en 1997 y en 2012.
El acompañamiento musical de éste paso corre a cargo de la Agrupación Musical "Ecce Mater" de Cádiz.

## La música
Cada hermandad decide el acompañamiento musical que más le conviene para su estación de penitencia en función del carácter de la propia hermandad o los gustos musicales de la junta de gobierno pertinente. Aun así, el acompañamiento musical de las procesiones de Semana Santa se divide en agrupación musical o banda de cornetas y tambores, generalmente en el caso de los pasos de misterio; banda de música, en los pasos de palio, aunque existen casos como el de la Cofradía de los Afligidos que actualmente procesiona con este tipo de acompañamiento musical; y música de capilla o en completo silencio, generalmente en misterios o hermandades fúnebres.

### Bandas de música
En la ciudad de Cádiz existen diferentes grupos de música cofrade, entre los que podemos encontrar: la Agrupación Musical La Salud, la Agrupación Musical Polillas, la Agrupación Musical Ecce Mater, la Banda de Cornetas y Tambores Nuestra Señora del Rosario, y la Capilla Musical San Pablo. Asimismo, en 2025, se creó la Banda de Música Ciudad de Cádiz, agrupación que cuenta con el objetivo de formar un repertorio compuesto íntegramente por marchas dedicadas a imágenes de la ciudad de Cádiz.